# Білл і Тед
«Білл і Тед» (англ. Bill & Ted Face the Music) — американський науково-фантастичний комедійний фільм режисера Діна Парізо, знятий за сценарієм Кріса Мейтсона та Еда Соломона. Це третій фільм у франшизі «Білл і Тед», який є продовженням стрічок «Неймовірні пригоди Білла та Теда» (1989) та «Нові пригоди Білла і Теда» (1991). Кіану Рівз та Алекс Вінтер знову виконають свої титульні ролі. Реліз стрічки запланований на 21 серпня 2020 року.
Хоча сценарій фільму був розроблений ще у 2010 році, існували труднощі з пошуком дистриб'ютора для його виробництва. До травня 2018 року була забезпечена угода про поширення стрічки й фільм увійшов до попереднього виробництва, зйомки офіційно розпочалися 1 липня 2019 року.

## У ролях
| Актор               | Роль                     |
| ------------------- | ------------------------ |
| Кіану Рівз          | Тед Логан                |
| Алекс Вінтер        | Вільям «Білл» С. Престон |
| Вільям Седлер       | Смерть                   |
| Брігітт Ланді-Пейн  | Біллі Логан              |
| Самара Вівінг       | Теа Престон              |
| Ентоні Карріган     | Денніс Калеб Маккой      |
| Кід Каді            | Кід Каді                 |
| Джилліан Белл       | Тейлор Вуд               |
| Гал Лендон-молодший | капітан Джонатан Логан   |
| Емі Сток            | Міссі Престон            |
| Джейма Мейс         | принцеса Джоанна Престон |
| Ерін Гейз           | принцеса Елізабет Логан  |
| Бек Беннетт         | Дікон Логан              |
| Голланд Тейлор      | Верховний лідер          |
| Крістен Шаал        | Келлі                    |
| ДазМенн Стілл       | Джимі Гендрікс           |

## Український дубляж
Українською мовою фільм дубльовано студією «Cinemaker» на замовлення компанії «Parakeet film» у 2020 році.
- Керівник проекту — Андрій Глуховський
- Перекладач — Анна Пащенко
- Режисер дубляжу — Павло Скороходько

Ролі дублювали:
- Дмитро Завадський — Вільям «Білл» С. Престон
- Михайло Кришталь — Тед Логан
- Катерина Брайковська — Теа Престон
- Юлія Шаповал — Теа Престон
- Андрій Альохін — Смерть
- Юлія Перенчук — Келлі
- Олена Узлюк — Верховний лідер
- Павло Скороходько — Денніс Калеб Маккой
- Дмитро Гаврилов — Джимі Гендрікс

А також: Ірина Ткаленко, Вікторія Хмельницька, Володимир Кокотунов, Катерина Буцька та інші.

## Виробництво

### Розвиток
У 2010 році Кіану Рівз зазначив, що Мейтсон і Соломон працювали над сценарієм третього фільму. Вінтер заявив, що Руфуса (раніше його виконував покійний Джордж Карлін) не буде.
У квітні 2011 року Рівз заявив, що третій фільм був близький до того, щоб бути. 24 квітня 2011 року Вінтер написав повідомлення про те, що сценарій третьої частини готовий. У сюжеті здогадно, що Білл і Тед написали пісню, яка могла б врятувати світ, хоча в інтерв'ю перед San Diego Comic-Con Алекс Вінтер заявив, що сюжетна лінія може також включати подорож у доісторичну епоху, у ньому ймовірно побачите камео Едді Ван Галена, а також повернення Сократа та Біллі Кіда, які з'являлися у першій частині.
У серпні 2012 року Дін Парізо став режисером цього фільму. У березні 2013 року на кінофестивалі SXSW Вінтер підтвердив, що у стрічки є прогрес.
У серпні 2013 року Рівз відповів щодо третього фільму: «Було кілька чернеток [сценарію „Білла та Теда 3“] і саме зараз ми чекаємо, що сценаристи придумають ще одну. Але ми всі дуже схвильовані». 20 жовтня 2013 року на Reddit AMA, Рівз сказав, що бачив сценарій «Білла та Теда 3»: «Ми працюємо над тим, щоб отримати фільм „Білл і Теда 3“. Є сценарій і ми намагаємось зібрати його разом».
В інтерв'ю Yahoo! Movies у вересні 2014 року Вінтер розкрив більше деталей сюжету: «[Біллу та Теду] буде сорок з гаком, розповідь йдеться про те, що Білл і Тед подорослішали або ні». Вінтер також заявив, що фільм не буде перезавантаженням: «Це фільм „Білл і Тед“, ось що це. Він — для шанувальників „Білла і Теда“. Він дуже акуратно вписується в [серію]. Це не буде схоже на перезавантаження». У березні 2015-го на «Шоу Джонатана Росса» Рівз підтвердив, що «Білл і Тед 3» все ще планується: «Так, вони хочуть його зробити. Сценаристи написали сценарій з дуже цікавою ідеєю. Алекс Вінтер і я — Алекс грав Білла, я грав Теда — тому ми намагаємося зробити його».
У квітні 2016 року Алекс Вінтер заявив Forbes, що у них є сценарій, режисер, студія і плануються зйомки до початку 2017 року.
Рівз розповів про фільм у лютому 2017 року під час інтерв'ю у програмі «Шоу Грема Нортона», що була написана історія та сюжет фільму обговорюється. «В основному, вони повинні написати пісню, щоб врятувати світ, але вони цього не зробили. Під тиском порятунку світу їхні шлюби розпадаються, на них сердяться їхні діти, а потім хтось приходить з майбутнього і каже їм, якщо вони мають написати пісню, бо це не просто світ, це Всесвіт. Тому їм доводиться рятувати Всесвіт, тому що час розпадається», — сказав Рівз. Під час New York City Comic Convention Рівз оголосив назву фільму.
Соломон в інтерв'ю Digital Spy у січні 2018 року, сказав про тривалий передвиробничий період фільму:
|               | Ми маємо сценарій, яким ми дійсно пишаємося, над яким ми старанно працювали, над яким ми зробили багато ітерацій — і ми зробили це на свій страх і ризик, тобто ми витрачали роки, працюючи над ним, тому що ми хотіли його отримати правильно, творчо. Це не «Гей, витрачаймо на все, що пов'язано з „Біллі та Тедом“» — це навпаки. А саме: «Ми любимо цих персонажів, вони були з нами все наше життя» — Кріс і я, а також Алекс і Кіану — і ми знову хотіли відвідати їх як чоловіків середніх років. Ми думали, що це буде дуже весело, смішно та мило. |
| — Ед Соломон, | |

Пізніше Соломон заявив, що у них виникли проблеми з фінансуванням, оскільки ті, до кого вони звернулися, хочуть побачити перезавантаження «Білла та Теда», а не продовження, вони також висловили стурбованість тим, що перший фільм не поширювався на міжнародному рівні, тому не буде великого попиту серед глядачів. Соломон сказав, що елементи сценарію покажуть, що Білл і Тед згадують події першого фільму, переглядаючи їх взаємодію поза «Circle K». Соломон підтвердив, що вони залучили Стівена Содерберга для виробництва разом зі Скоттом Кроофом, який створив оригінальні фільми.
Подальша робота над третьою частиною розпочалися у травні 2018 року, фільм офіційно отримав зелене світло 8 травня 2018 року. 6 лютого 2019 року Production Weekly увійшов до списку виробників стрічки «Білл і Тед», яке має розпочатися 5 березня того ж року.
Поширенням у США буде займатися MGM під їхньою маркою Orion Pictures. Права на міжнародне розповсюдження були підтверджені під час Каннського кінофестивалю 2018 року і Bloom Media вела переговори. MGM буде працювати з більшістю міжнародних дистрибуцій, тоді як Warner Bros. буде працювати над розповсюдженням у Великій Британії. Іншим поширенням будуть займатися Madman в Австралії, Paradise в Росії та Україні, Pioneer на Філіппінах.
20 березня 2019 року Вінтер і Рівз підтвердили, що виробництво фільму готове до початку та гарантована дата виходу — 21 серпня 2020 року. Фільм буде виробляти компанія Hammerstone Studios та розповсюджувати Orion Pictures своєю компанією United Artists у Сполучених Штатах.

### Кастинг
Участь Вінтера та Рівза була підтверджена, коли в травні 2018 року фільм отримав зелене світло. У березні 2019 року стало відомо, що Вільям Седлер знову виконає свою роль Смерті з другої частини. Брігітт Ланді-Пейн і Самара Вівінг отримали ролі дочок відповідно Теда Біллі Логан та Білла Теа Престон. До них приєднався Кід Каді. Ентоні Каріган отримав роль супротивника Білла та Теда у червні 2019 року.
Наприкінці червня 2019 року було оголошено, що Емі Сток повернеться як Міссі, а Гал Лендон-молодший повернеться як батько Теда, капітан Логан. Інші анонси кастингу включають повернення персонажів з попередніх фільмів: Ерін Гейс як Елізабет, Джейми Мейс як Джоанни, а Бека Беннета як Дікона, молодшого брата Теда. У липні 2019 року стало відомо, що Джилліан Белл виконає роль Тейлор Вуд, сімейного лікаря Білла та Теда, Голланд Тейлор буде Великим лідером, Крістен Шаал як Келлі, зв'язківець з майбутнього Білла та Теда.
Також у червні 2019 року Backstage оголосив кастинг акторів на різні історичні постаті.

### Зйомки
Початкове виробництво та зйомки розпочалися 17 червня 2019 року, тоді як зйомки з акторами розпочалися 1 липня 2019 року. Основна частина зйомок відбулася в Новому Орлеані протягом липня 2019 року.
Об'єднаний шкільний округ Боніта в окрузі Лос-Анджелес, штат Каліфорнія, який обслуговує міста Сан-Дімас і Ла-Верн, де знаходиться реальна середня школа Сан-Дімас, відкрив свої двері для зйомок, хоча більша частина подій у Сан-Дімасі з першої частини були зняті в Аризоні.

## Випуск
Фільм вийшов у прокат 21 серпня 2020 року компанією Orion Pictures через United Artists Release, Warner Bros. та Metro-Goldwyn-Mayer.